# Larroque (Argentine)
Pour les articles homonymes, voir Larroque.
Larroque est une ville du département de Gualeguaychú, dans la province d'Entre Ríos, en Argentine. Elle comptait 6451 habitants au recensement argentin de 2010.

## Personnalités liées à la ville
- Annemarie Heinrich (1912-2005), photographe argentine d'origine allemande ; elle a émigré en 1926 en Argentine avec sa famille en 1926 qui s'est d'abord installée à Larroque.
- María Esther de Miguel (es) (1925-2003), écrivaine argentine, née à Larroque.
- Agustín Velotti (1992-), joueur de tennis argentin, né à Larroque.